# 朱佳文
朱佳文（英文名Namei，1993年5月4日—），ID原为NaBhenmei,后改为namei。游戏《英雄联盟》玩家，前职业选手，在职业选手期间担任ADC。

## 简介
幼年时，朱佳文成长于单亲家庭，由于缺乏家庭的关怀，朱佳文在2000年左右接触到网络游戏。
2012年9月，朱佳文正式加入WE俱乐部并在队中开始入队的试训。在加入WE试训后不久，朱佳文以优异的成绩留队，并加入当时的WE二队i-Rocks（后战队改名为PE战队）。2013年LPL夏季赛，PE战队取得LPL夏季赛冠军。
2014年2月，朱佳文从PE战队转会到EDG战队。同年，EDG取得LPL春季赛冠军。
2014年S4世界总决赛，由于朱佳文因为吃牛肉面搞坏肚子，导致全队发挥失常，EDG战队以2：3的败于皇族，止步八强。
2015年3月9日，朱佳文从EDG战队转会到皇族战队。
2015LPL春季赛，在皇族战队因战绩不佳降级至LSPL联赛，朱佳文随同除godlike以外的皇族战队成员转入King战队。2015年LPL夏季赛，KING战队降级至LSPL联赛。
2015年12月24日，朱佳文从King战队转会到RNG战队。
2017年1月5日，朱佳文宣布自己已离开RNG战队。

## 评价
2013年，拳头公司将朱佳文评为世界第一ADC。